# Вайсбах, Юлиус Альбин
Юлиус Альбин Вайсбах (нем. Julius Albin Weisbach; 1833—1901) — немецкий учёный: минералог и кристаллограф.

## Биография

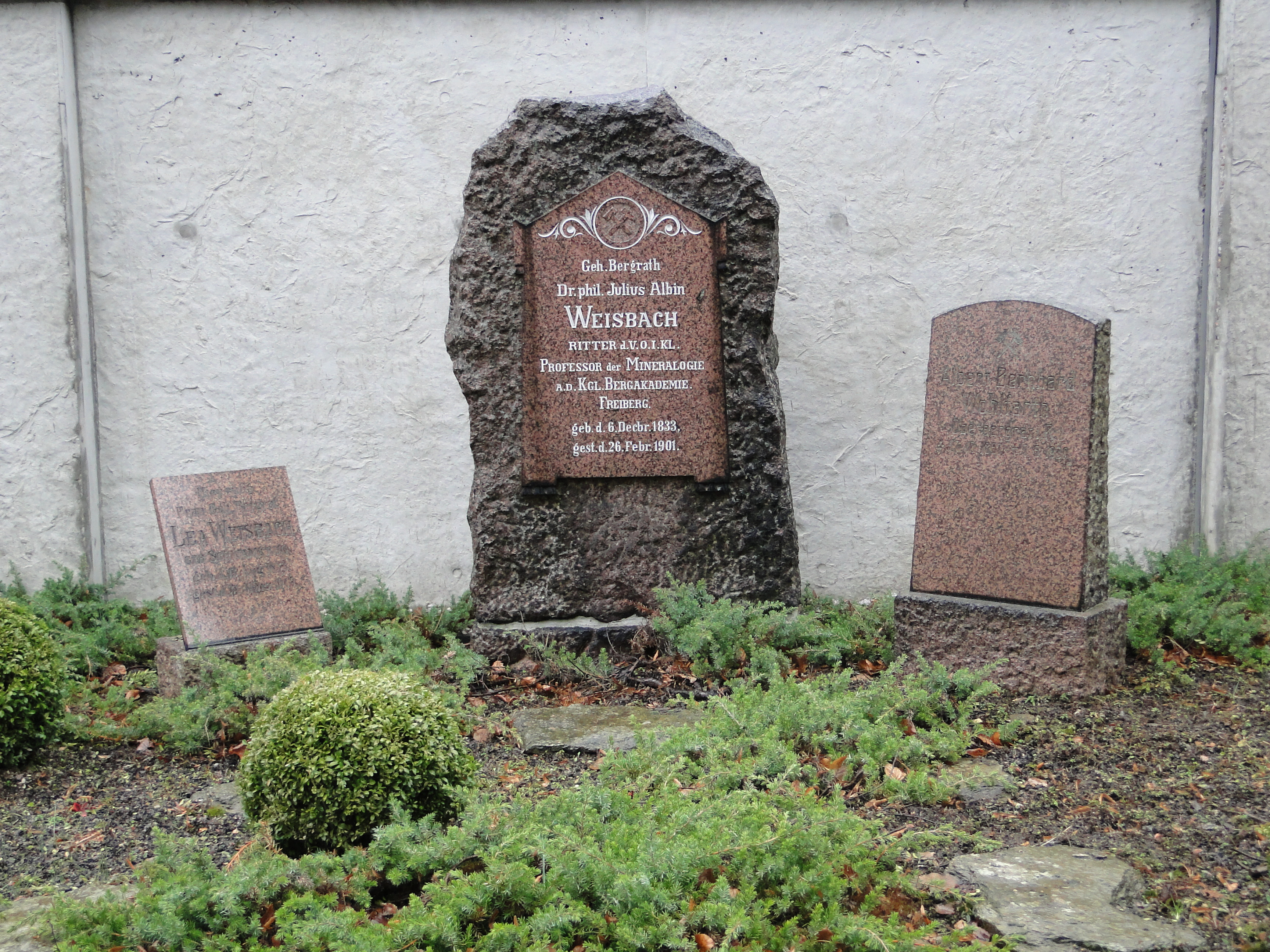
Могила Вайсбаха во Фрайбурге

Родился  6 декабря 1833 года во Фрайберге в семье известного математика и инженера Юлиуса Вайсбаха. 
Юлиус Альбин провел свое детство во Фрайберге, где с 1842 по 1850 год посещал среднюю школу. По окончании школы изучал минералогию в Фрайбергской горной академии, здесь вступил в корпус (братство) Corps Saxo-Montania. Дальнейшее образование продолжил в Лейпциге, Берлине, Геттингене и Гейдельберге. В 1857 году в Гейдельбергском университете Вайсбах стал доктором философии (Ph.D). В том же году он вернулся во Фрайберг и занял в Горной академии должность ассистента у Августа Брайтгаупта, затем работал преподавателем минералогии, в 1860 году защитил докторскую диссертацию, а через три года стал профессором физики. В 1866 году Юлиус Вайсбах вступил в должность профессора минералогии, сменив на этом посту Августа Брайтгаупта.
Вскоре Вайсбах заболел нервной болезнью, которая заставила его отказаться от преподавания. Он отправился на лечение в психиатрическую больницу в город Наунхоф близ Лейпцига, где и умер 26 февраля 1901 года. Был похоронен на родине во Фрайбурге на кладбище Donatsfriedhof.

## Заслуги
- Альбин Вайсбах считается первым, кто исследовал и описал несколько минералов: trögerit (1871), walpurgin (1871), zeunerit (1872), uranosphärit (1873), uranospinit (1873), sphärocobaltit (1877), uranocircit (1877), uranopilite (1882) и argyrodit (1886).
- Был удостоен титулов: Bergrat (1876); Oberbergrat (1893) и Geheimen Bergrat (1899).
- Награждён саксонским орденом Заслуг (рыцарский крест).
- С 1890 года Вайсбах являлся членом секции по минералогии и геологии Немецкой академии Леопольдина.[2]